# Oakham
Oakhan é um cidade do condado de Rutland na região de Midlands Orientais, no Reino Unido.
Oakham, embora seja uma cidade, possui o estatuto de freguesia. Está situada a oeste de Rutland Water, um dos maiores lagos artificiais da Europa.
Oakhan está geminada com duas localidades:
- Barmstedt, Alemanha
- Dodgeville, Wisconsin, Estados Unidos.[4]